# Мома Марковић
Момчило Мома Марковић (Поповић, код Сопота, 16. новембар 1912 — Београд, 7. август 1992) био је учесник Народноослободилачке борбе, друштвено-политички радник СФРЈ и СР Србије, јунак социјалистичког рада и народни херој Југославије.

## Биографија
Рођен је 16. новембра 1912. у селу Поповић, код Сопота у учитељској породици. Основну школу је завршио у родном месту, а гимназију у Београду.
Његова породица је припадала револуционарном радничком покрету. Отац Мића Марковић био је члан Комунистичке партије Југославије (КПЈ) и делегат на Другом конгресу. Због тога је и он, као учесник гимназије приступио револуционарном омладинском покрету. Одмах после уписа на Медицински факултет у Београду, укључио се у револуционарни покрет студената Београдског универзитета.
Члан Савеза комунистичке омладине Југославије (СКОЈ) био је од 1932, а Комунистичке партије Југославије од 1933. године. Временом је постао један од руководилаца партијске организације на Медицинском факултету и члан руководећег језгра на Универзитету. У марту 1934. изабран је за члана Универзитетског комитета КПЈ, након чега је био један од уредника листа „Медицинар“. Од маја 1934. био је и уредник листа „Млади комунист“, који је покренут на иницијативу Благоја Паровића.
У провали партијске и скојевске организације у Београду, која је од почетка јула 1934, захватила и Универзитет, ухапшен је јануара 1935, и од Државног суда за заштиту државе осуђен на девет месеци затвора, које је издржао у затвору у Сремској Митровици.
После изласка с робије, наставио је партијску активност у Београду. Као члан Обласног комитета КПЈ за Србију, радио је кратко време у београдском округу, а затим је, крајем 1936, по партијском задатку, упућен у Крагујевац. Као члан Окружног комитета КПЈ за Крагујевац, радио је на обнављању и учвршћивању партијских организација у Шумадији.
Године 1937, по одлуци Централног комитета КПЈ, радио је на обнављању партијских организација на Косову и Метохији, а затим у Македонији. Његовом помоћи, партијске организације на Косову и Метохији организационо су ојачале и формиран је привремени Обласни комитет КПЈ за Косово и Метохију. У Македонији је помагао сређивању стања у неким партијским организацијама. У покушају да се илегално пребаци у Шпанију, ухапшен је 1937. од аустријске полиције, на аустријско-швајцарској граници, и враћен у Југославију. После месец дана затвора, протеран је у родно место.
Вративши се илегално у Београд, наставио је политичку делатност као члан Окружног комитета КПЈ у Београду. Почетком 1938. постао је члан Покрајинског комитета КПЈ за Србију. Као члан Покрајинског комитета, политички је деловао у великом делу Србије.
После општинских избора 1938, заједно с Милошем Минићем, написао је брошуру Ко има право да говори у име Београда, у којој су описали терор и махинације представника режима. Брошура је штампана у Крагујевцу и растурана по целој Србији. Јуна 1939, као делегат ПК КПЈ за Србију, учествовао је на земаљском саветовању КПЈ, под Шмарном гором, у Словенији. На Петој покрајинској конференцији КПЈ за Србију, јуна 1940, поново је изабран за члана ПК, а после Пете земаљске конференције КПЈ и за члана Војне комисије при ПК КПЈ за Србију. До рата је непрекидно радио на јачању и омасовљавању партијских организација у Србији, а као члан Војне комисије руководио је припремама партијских организација за одбрану земље. Рат га је затекао на партијском раду у унутрашњости Србије.

### Народноослободилачка борба
После окупације Југославије, априла 1941, вратио се у окупирани Београд где је добио задатак да руководи организационим припремама за оружани устанак у јужној и југоисточној Србији. Од августа 1941, као делегат и инструктор ПК КПЈ за Србију, деловао је у пожаревачком округу на организовању партијских организација и руководстава и јачању Народноослободилачког покрета (НОП), све до лета 1942, када прелази у Београд на рад у ПК КПЈ за Србију. Почетком 1943. именован је за политичког комесара Главног штаба НОВ и ПО Србије.
Из Београда се пребацио на терен Аранђеловца, у седиште Главног штаба, и наставио да ради на оживљавању оружане борбе и формирању Прве шумадијске бригаде. Крајем 1943, са овом бригадом пробио се у Санџак због успостављања веза с јединицама Народноослободилачке војске, које су од Врховног штаба НОВ и ПОЈ упућене у правцу Србије. 
На Другом заседању АВНОЈ-а изабран је за члана Председништва АВНОЈ-а. Од јуна до октобра 1944. био је начелник Персоналног одељења Главног штаба за Србију, а затим је прешао на дужност организационог секретара Покрајинског комитета КПЈ за Србију. Из рата је изишао у чину генерал-мајора Југословенске армије.

### Послератна каријера
После ослобођења Југославије, налазио се на најодговорнијим партијским и државним дужностима. Био је члан Владе Федералне Србије (1945—1946); председник Контроле Владе НР Србије (1948); члан Владе ФНРЈ и савезни секретар за социјалну политику и народно здравље (1953—1963), председник Главног задружног Савеза ФНРЈ и члан Председништва Савезне конференције ССРН Југославије. Биран је за народног посланика Савезне скупштине и Скупштине СР Србије и био члан Савета федерације.
У чланство Централног комитета Савеза комуниста Југославије укључен је 1946, а касније је поново биран на Петом, Шестом, Седмом и Осмом конгресу СКЈ. Од 1945. био је члан Политбироа ЦК СК Србије, а од Седмог до Десетог конгреса СКС биран је за члана ЦК СК Србије. Уређивао је партијске часописе „Комунист“ и „Партијска изградња“ и био главни и одговорни уредник „Борбе“ (1963—1969). Објавио је низ текстова у часописима, штампи и посебним издањима.
Умро у Београду 7. августа 1992. године. Кремиран је и сахрањен на Новом гробљу у Београду.
Носилац је Партизанске споменице 1941. и других југословенских одликовања, међу којима су Орден народног ослобођења, Орден заслуга за народ са златном звездом и др. Орденом народног хероја одликован је 6. јула 1953. године.

### Породица
Његов рођени брат Драгослав Дража Марковић (1920—2005) био је такође учесник Народноослободилачке борбе и касније високи државни и партијски функционер Социјалистичке Републике Србије. Момина ћерка Мира, рођена 1942. у ванбрачној вези са Вером Милетић, била је супруга Слободана Милошевића, председника Србије и СР Југославије.
Из везе са Надом Петровић, сестром Душана Петровића Шанета имао је сина Ивана, а из брака са супругом Вером Димитријевић, имао је три ћерке — Љубицу, Ану и Десу и сина Бранислава.